# Moritz von Blanckenburg
Moritz Karl Henning von Blanckenburg (né le 25 mai 1815 sur le domaine familial de Zimmerhausen, dans l'arrondissement de Regenwalde (de) en province de Poméranie ; mort le 3 mars 1888 au même lieu) est un homme politique prussien conservateur, député de 1867 à 1873.

## Famille
Moritz est le petit-fils de Henning Dionysius Ludwig von Blanckenburg (1764–1813), lui-même fils d'un prélat de Leppin. Henning reçoit en 1801 le domaine de Zimmerhausen, dans l'arrondissement de Regenwalde (de), lui-même dans le district de Stettin.
Otto von Bismarck est un ami de lycée de Moritz, également très proche de sa première épouse : Marie von Thadden-Trieglaff.
Il épouse en premières noces Marie von Thadden-Trieglaff, fille du noble poméranien et leader du réveil piétiste Adolf von Thadden-Trieglaff (1797–1882), puis en deuxième noces en 1853, après la mort prématurée de Marie en 1846, Therese von Below (de) (1822–1891).
Sa fille Magdalena von Blanckenburg se marie en 1864 Waldemar von Roon, le fils du maréchal général et ministre prussien Albrecht von Roon.

## Biographie
Il fréquente le lycée berlinois du monastère franciscain. Il y étudie le droit et la "science de l'État". Après avoir travaillé au tribunal de Stettin et à la cour d'appel de Berlin, il fait son service militaire en 1843, afin de prendre la succession de son père à la tête du domaine familial.
À côté de cette charge, il fait partie du conseil municipal et provincial, et devient en 1851 membre de la seconde chambre. De 1867 à 1873, il est député du Reichstag de la Confédération de l'Allemagne du Nord puis de l'empire allemand. En 1861 il est un membre fondateur du  « Preußischer Volksverein », qu'il préside à partir de 1862.
Dès son entrée en politique il se rapproche de l'extrême-droite, réunie autour de Gerlach, et lui reste fidèle tout au long des phases de développement de la Prusse. Il en devient progressivement le leader parlementaire.
Quand, après la guerre franco-prussienne de 1870, Otto von Bismarck se rapproche des libéraux, en commençant une lutte contre les ecclésiastiques catholiques, en proposant des lois sur le mariage civil et l'école, Moritz von Blanckenburg se retire de la vie politique. En effet, il ne peut consentir à de telles lois, même pour son ami de longue date qu'est Bismarck.
Il est président du parlement de Poméranie de 1883 à 1888. En 1885 il obtient le titre de « Wirklicher Geheimrat », conseiller secret d'importance.
Il est membre à partir de 1838 du Corps Neoborussia Berlin.
Avec sa femme, il fait partie du cercle piétiste „Grünhoff-Gemeinde“ dirigé par Hans Hugo von Kleist-Retzow.